# Frerea
Frerea es un género monotípico de plantas fanerógamas de la familia Apocynaceae. Su única especie, Frerea indica es originaria de India.

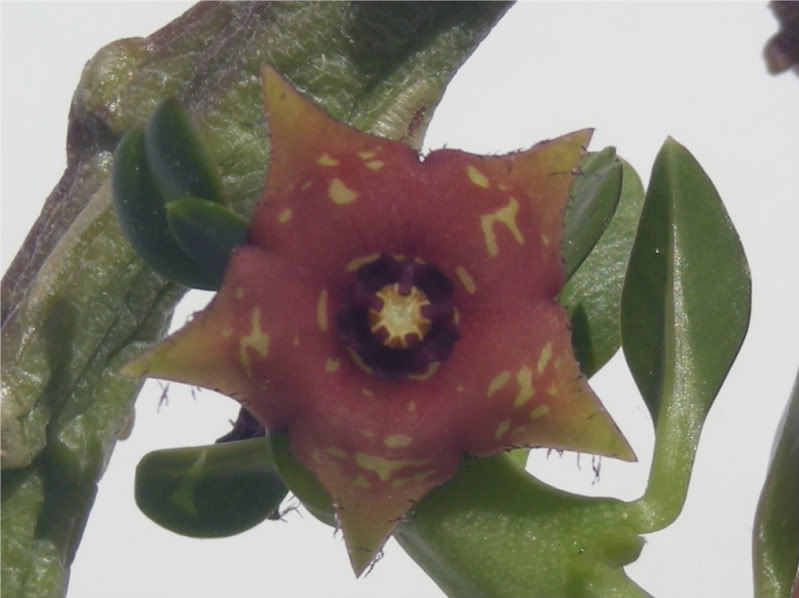
Detalle de la flor

## Descripción
Es una planta perenne carnosa, glabra, con ramas de hasta 50 cm de largo, extendiéndose en las rocas estériles o colgando de grietas de las rocas. Las hojas elíptico-oblongas aparecen durante el monzón, y son de hasta 7,2 cm de largo. Las flores en forma de estrella son carmesí de color rojo cereza, y tienen diferentes marcas estampadas en diferentes poblaciones. Las flores son solitarias o en parejas, la corola es de 2-3 cm de diámetro.
Frerea indica es inusual entre sus parientes cercanos en tener tallos verdes, sin embargo, las hojas suculentas se eliminan en condiciones secas para conservar el agua. F. indica se encuentra a menudo creciendo junto Euphorbia neriifolia, otra suculenta en el mismo hábitat.

## Distribución y hábitat
Es una planta suculenta con atractivas flores en forma de estrella, Frerea indica es la única especie en el género Frerea . Fue descrita por primera vez por A. Nicol Dalzell en 1865 de las colinas de Junnar  del distrito de Pune del estado de Maharashtra en la India. 

## Taxonomía
Frerea indica fue descrita por Nicol Alexander Dalzell y publicado en Journal of the Linnean Society, Botany 8: 10–11, pl. 3. 1865.
Etimología
Frerea: nombre genérico otorgado en honor de Sir Henry Bartle Frere Edward (1815-1884) como una muestra de aprecio y respeto, y para fomentar la investigación científica en la India.
Sinonimia
- Caralluma frerea Rowley
- Desmidorchis dalzellii M.R.Almeida[3]